# Élan Motorsport Technologies
Élan Motorsport Techologies is een overkoepelend bedrijf dat toezicht houdt op de productie van raceauto's door bedrijven van de Panoz Motor Sports Group. Het bedrijf is opgericht in 1997.
Élan ontwerpt en maakt Panoz raceauto's en bezit ook andere bedrijven zoals Van Diemen en G-Force. Ze bouwen ook auto's voor de Superleague Formula, American Le Mans Series, Indy Racing League en de Champ Car World Series.

## Sportauto's

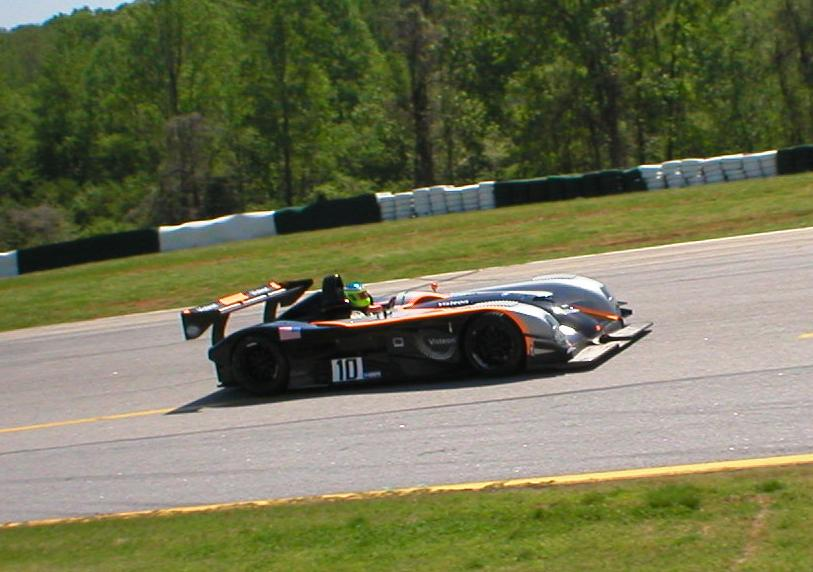
Panoz LMP-1 Roadster S

De eerste raceauto's die ze maakten, waren sportauto's die aangepast moesten worden voor het circuit, ze deden dat onder de naam Panoz. Een van de eerste auto's die ze onder handen namen was de Panoz Esperante GTR-1 voor de Trans-Am Series.
In 1999 gingen ze ook Le Mans Prototypes maken zoals de Panoz LMP-1 Roadster-S. In deze auto zat een V8 6.0L Ford motor. De opvolger kwam in 2001: Panoz LMP07. Deze auto is ontworpen door Andy Thorby die er hogen verwachtingen van had. Het bleek een flop te zijn op het circuit. In de auto zat een Zytek V8 motor, getuned door Élan Power Products (de eerste keer dat de naam Élan gebruikt werd.

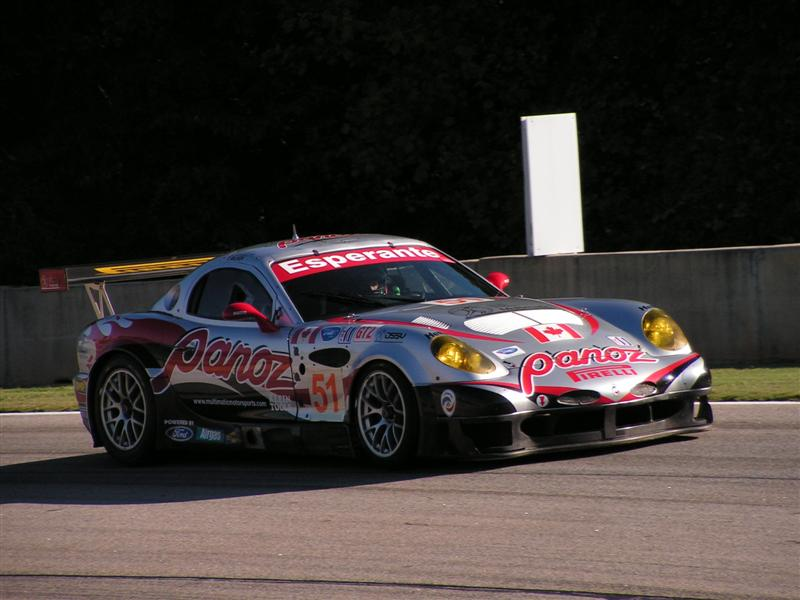
Panoz Esperante GTLM

In 2003 veranderde de naam officieel in Élan Motorsport Technologies. Ze maakten een Panoz Esperante GTLM. De auto won de GT2 klasse titel tijdens de 12 uren van Sebring en tijdens de 24 uur van Le Mans.
Panoz bouwt ook de Panoz DP02 (DP staat voor Don Panoz) en Panoz DP04 voor IMSA Lites.

## Formule racing
Élan maakt alle chassis voor de Champ Car in 2007. De nieuwste versie is de Panoz DP01. Het bedrijf maakt ook de auto's voor de Formule Mazda. Ook maakt Élan de auto's voor de Superleague Formula.

### Van Diemen
In 1999 nam Élan branchegenoot Van Diemen over. Van Diemen maakt auto's voor de Formule Ford.

### G-Force
G-Force maakt auto's voor de IRL. Gil de Ferran en Buddy Rice wonnen met een G-Force auto de Indianapolis 500 in 2003 en 2004.